# Prvi hrvatski automobilni klub
Prvi hrvatski automobilni klub bilo je prvo hrvatsko športsko automobilističko društvo.
Klub je osnovan da bude društveno, strukovno i znanstveno stjecište za širenje i unapređivanje automobilnog športa u Hrvatskoj.  
Prema arhivskoj građi Grada Zagreba, osnovan je 1. travnja 1906. godine u hotelu Royal u Zagrebu. Na Osnivačkoj skupštini bilo je prisutno 14 članova. Za predsjednika je izabran grof Rudolf Erdody, a za tajnika Ferdinand Budicki.
Na istoj Osnivačkoj skupštini prisutni članovi jednoglasno su usuglasili Pravila I. hrvatskog automobilnog kluba.
Iako se u različitim izvorima spominju datumi 25. travnja 1906. i 1. lipnja 1906. godine, točno je zapravo da je nakon Osnivačke skupštine održane 1. travnja 1906. godine, tajnik Ferdinand Budicki dostavio 25. travnja 1906. godine prijedlog Pravila I. hrvatskog automobilnog kluba u Gradsko poglavarstvo u Zagrebu.
14. svibnja 1906. godine predložena Pravila bila su odobrena i ovjerena, uz napomenu "za bana", pečatom Odjela za unutarnje poslove Zemaljske vlade u ime Kraljevine Hervatske, Slavonie i Dalmatije.
Bio je jedan od izdavača Hrvatskog športskog lista.
Klub je 1. siječnja 1914. pod urednikom Ferdinandom Pajasom pokrenuo prvo stručno glasilo automobilističke športske grane u Hrvatskoj, odnosno prvi hrvatski list o automobilizmu - "Hrvatski automobilni list". Prestao je izlaziti nakon samo sedam izdanih brojeva zbog 1. svjetskog rata.